# Lekanesphaera sardoa
Lekanesphaera sardoa là một loài chân đều trong họ Sphaeromatidae. Loài này được Arcangeli miêu tả khoa học năm 1934.